# Ilmenberg
Der Ilmenberg ist ein 787 Meter hoher Berg der Rhön, in der Langen Rhön. Vor allem ist er durch den Skilift am Osthang bekannt. Der Berg befindet sich auf Ostheimer Boden. Am Osthang nahe dem Lift befindet sich die Thüringer Hütte.

## Geographie
Der Berg liegt am östlichen Rand der Langen Rhön. Der steile Osthang lässt für eine Zuordnung zum Ostabfall der Langen Rhön sprechen, nach Westen geht er in das Plateau der langen Rhön über.

## Thüringer Hütte
Der Ort der Thüringer Hütte ist ein ehemaliges Grenzgebiet, das vor allem durch Landwehren verteidigt wurde. 1936 errichtete die Gemeinde Urspringen an der damaligen thüringisch-bayerischen Landesgrenze ein Holzhaus für die Heubauern, das den Namen Thüringer Hütte erhielt, der bis heute blieb. Das Haus wurde bereits vier Jahre später aufgrund von Baumängeln abgerissen. Der Neubau erhielt eine Schenke und Übernachtungsmöglichkeiten. Der Bau wurde von thüringischer Seite aus mit 15.000 Reichsmark bezuschusst. Die Wirtschaft konnte 1941 den Betrieb wieder aufnehmen. Eigentümer blieb die Gemeinde.
Nach dem Zweiten Weltkrieg wurde das Haus geplündert. Im Laufe der Jahre wurde das Mobiliar wieder ergänzt. Von 1961 bis 1962 wurde ein Nebengebäude für Gerätschaften und Fahrzeug errichtet. Der Bau kostete an die 20.000 Deutsche Mark. 1962 wurde auch eine Verbindungsstraße von Urspringen zur Thüringer Hütte gebaut. Damit konnte der Betrieb gesteigert werden. Am 4. Dezember 1964 veräußerte die Gemeinde das Gasthaus an den damaligen Pächter Harto Drescher. 1976 wurden die Eheleute Helmut und Hildegard Schmidt neue Eigentümer, deren Familie den Gasthof in dritter Generation weiterführen. 
In der Nähe befindet sich das gleichnamige Schullandheim. Es besteht aus fünf Gebäuden. Auf dem Gelände befindet sich zudem ein Sinnespark. 

## Franziskusweg
An der Thüringer Hütte beginnt der Franziskusweg. Er ist ein Besinnungsweg und greift das Leben des Heiligen Franziskus, vor allem den Sonnengesang auf. Initiator war Günter Werner. Unterstützt wurde er dabei von den Gemeinden und der Diözese Würzburg. Zur Aufrechterhaltung der Infrastruktur wurde ein Förderverein gegründet. Den Franziskusweg anzulegen, kostete rund 230.000 Euro.
An der Thüringer Hütte wurde 2006/2007 eine offene Kapelle für 50 bis 60 Personen errichtet. Am 12. Mai 2007 wurden der Weg und die Kapelle eingeweiht. Sie ist der Ausgangspunkt und der Endpunkt des Weges, ein Ruheort und ein Unterstand für Wanderer, die vor einem Unwetter Unterschlupf suchen. Die Holzskulpturen wurden von Schülern der Holzschnitzerschule in Bischofsheim erstellt und greifen den Sonnengesang auf. Insgesamt gibt es derer zehn auf dem Weg. Weitere sieben Stationen sind Lesestationen und beschäftigen sich mit dem Lebensweg.
Der Weg hat eine Länge von fünf Kilometern und folgt erst der Kreisstraße und überquert dabei den Oberelsbacher Graben. Anschließend biegt er Richtung Rhön-Park-Hotel ab, vorbei an der Wüstung Altenfeld. Schließlich biegt er erneut ab hinab zum ehemaligen Basaltsteinbruch Kuhsprung. Erneut wird der Oberelsbacher Graben überquert. Anschließend geht es wieder den Berg hinauf zur Kapelle.

## Skilift
Im Winter wird, sofern Schnee liegt, ein Skilift am Nordosthang in Betrieb genommen. Die Talstation befindet sich auf 720 m, die Bergstation auf 785 m. Es gibt vier Abfahrten zwischen leicht und mittel, die sich im Grunde genommen alle den Osthang teilen und zumeist nur zehn bis 15 Meter auseinander liegen. 
Erbaut wurde der Lift 1970, in Betrieb wurde er am 1. Januar 1971 genommen. Eine Flutlichtanlage wurde ebenfalls installiert. Ein Skiverleih ist vorhanden.